# 小官庄汉墓群
小官庄汉墓群位于中国山东省济南市商河县韩庙乡西北的小官庄村东北，南距乡政府驻地约3公里。墓群原由大冢、磨冢、平冢、信家冢、村东冢五座大型汉墓组成，其中以大冢规模最大，长宽均约为55米，高约5米。现状村东冢已毁，平冢因1968年德惠新河展宽而被埋于河岸中，其他三座较完好，在墓顶面和断面处保存有大量的瓦片、刻画方砖及卷云纹瓦等。村东冢因遭到破坏多数文物被毁，仅收集有数件表面施绿釉的泥质红陶。